# Plaňany
Plaňany – miasteczko i gmina w Czechach, w powiecie Kolín, w kraju środkowoczeskim. Według danych z dnia 1 stycznia 2013 liczyła 1 727 mieszkańców.

## Podział gminy
- Plaňany
- Blinka
- Hradenín
- Poboří